# Menengai
Menengai es un volcán en escudo situado en el Gran Valle del Rift a 10 km de Nakuru flanqueado por tierras de cultivo. Posee una de las calderas más grandes del mundo, y por su tamaño es la segunda caldera más grande de África.
Se erigió hace 200.000 años con dos erupciones voluminosas de flujo piroclástico tras grandes caídas de pumicitas, la segunda de hace 8000 años produjo unos 30 km de magma de composición traquítica peralcalina y formó la actual caldera de 12 x 8 km.  Se desconocen erupciones históricas ya la actividad fumarólica es limita a la caldera.
La actividad volcánica continua y se encuentra avanzado un proyecto auspiciado por GDC para aprovechar la potencia geotermal.